# Spinodares jenningsi
Spinodares jenningsi ist eine auf Borneo heimische Gespenstschrecken-Art und der bisher einzige beschriebene Vertreter der Gattung Spinodares.

## Merkmale
Die Weibchen erreichen 42,5 bis 46 mm Länge. Der Körper und die Beine sind mittel- bis dunkelbraun gefärbt. Hellere Brauntönen finden sich vor allem in erhabenen Körperbereichen. Bei den ursprünglichen Tieren vom Fluss Pelagus wird eine orange-braune Linie beschrieben, die entlang des 8,5 mm langen Meso-, des Metanotums, des Mediansegmentes, die zusammen etwa 6,5 mm lang sind, und der vorderen Hälfte des Abdomens verläuft. Diese Linie wurde bei den Weibchen aus Mulu nicht beobachtet. Der Körper ist fast parallelseitig und wird nur in der hinteren Hälfte des Abdomens etwas schmaler. Ein entlang der Mitte befindlicher Kamm (Carina) verläuft über das Meso- und Metanotum sowie das Abdomen. In seiner Nähe ist die ansonsten runzlige und warzige Oberseite des Körpers relativ glatt. Die Unterseite des Körpers ist stellenweise leicht höckerig. Auf dem fast quadratischen, etwa 3,5 mm langen Kopf fallen die große vordere Hinterhauptstacheln auf. Die 17,5 mm langen Fühler bestehen aus 25 Segmenten. Das Mesonotum ist dreimal länger als das Pronotum und fast rechteckig. Ein ansteigender Bereich am Vorderrand führt zu zwei extrem großen Stacheln an der Vorderseite. Sie ragen nach vorne und ihre Spitzen sind fast auf gleicher Höhe mit dem konkaven Vorderrand des Pronotums. Auf den Mesopleuren befinden sich zwei Supracoxalstacheln, ein kleiner, mediolateraler und ein sehr großer darüber. An dessen Basis finden sich zwei Tuberkel. Am Hinterrand des Mesonotums sitzen zwei Paar große Tuberkel, die seitlich von drei bis vier kleineren umgeben sind. Die Metapleuren tragen einen sehr großen Supracoxalstachel, der sich zwischen zwei sehr kleinen befindet. Das Mediansegment ist fast nicht vom Metanotum zu unterscheiden. Dort verzweigt sich der Längskamm in ein Paar große, hintere Tuberkel. Bei den Abdominalsegmenten zwei bis vier und sechs und sieben teilt sich der Längskamm vor deren Hinterrand, um sich am Rand selbst wieder zu vereinigen und dort eine dreieckige Struktur zu bilden. Auf dem fünften Segment ist diese Struktur stark vergrößert und bildet einen dreiflügeligen Lappen. Am Hinterrand des achten Segments bildet der Längskamm eine kleine dreieckige Pyramide.
Das einzige bisher dokumentierte Männchen misst 24 mm. Auch bei diesem wurde eine hellere Linie entlang der Körpermitte auf ansonsten brauner Färbung beschrieben. Der Kopf ist 3,5 mal so lang wie breit. Die Suprantennalen sind als Dornen ausgebildet. Auf dem Hinterhaupt befindet sich eine beidseitig aus drei Coronalstacheln bestehende Krone. Die vorderen Coronalen sind die kleinsten und nach vorn gerichtet, die mittleren sind prominent und dick, während die hinteren lang und spitz sind. Auf dem Pronotum befinden sich vorn kurze Stacheln hinter dem Vorderrand, mittig weitere und ein drittes Paar kurz vor dem Hinterrand. Auf dem Mesonotum sind vorn zwei große dreieckige Stacheln vorhanden, deren Spitzen durch eine konkave Wölbung verbunden sind. Die helle Mittellinie ist erhöht und reicht vom Mesonotum über das Metanoum bis weit auf das Abdomen. Auf dem Mesonotum teilt sich diese nach hinten und ist von einem dreieckigen Bereich umgeben. Auf dem Metanotum ist sie nach hinten undeutlich gegabelt. Auf dem zweiten bis vierten Hinterleibssegment ist sie nach vorne und hinten gabelt, wobei die vordere Gabelung von Segment zu Segment zunehmend undeutlicher wird. Die hintere Gabelung ist auf dem fünften Segment stark erhaben und auf dem sechsten bis neunten zunehmend rund statt dreieckig.
Die Eier sind dunkelbraun, etwa quaderförmig und durch je drei große konkave Dellen auf beiden Seitenflächen einzigartig unter den Datamini. Bei einer Höhe von 2,2 mm und einer Breite von 1,6 mm sind sie mit 3,7 mm Länge gut doppelt so lang wie breit. Die Oberfläche ist mit zahlreichen Haaren bedeckt, die am zahlreichsten im Bereich des Pols und des Deckels sind, während nur sehr wenige an den Seitenflächen zu finden sind. Der Deckel ist oval.

## Vorkommen
Von Spinodares jenningsi sind mehrere über Borneo verstreute Fundorte dokumentiert. So wurden Weibchen in einem Holzfällercamp am Fluss Pelagus (N 2° 15', O 113° 00') und in der Nähe des Flusses Batang Baleh (N 1° 33' 28,5″, O 114° 11' 14,7″) gefunden. Beide Flüsse münden in den Rajang und befinden sich im zentralen Teil des malaysischen Bundesstaates Sarawak. Im Norden Sarawaks sind Weibchen in Mulu gefunden worden. Ein Männchen wurde am Bukit Raja in ca. 1400 m Höhe im Schwanergebirge im Norden der indonesischen Provinz Kalimantan Tengah gesammelt.

## Systematik
Philip Edward Bragg beschrieb die Art in der eigens für diese aufgestellten Gattung. Der Gattungsname ist eine Kombination aus dem Namen der ähnlichen Gattung Dares und „Spino“ für die großen Stacheln (engl. spine für Dorn und Stachel), durch die sich diese Gattung von Dares unterscheidet. Der Holotypus von Spinodares jenningsi ist ein in einem Holzfällercamp am Fluss Pelagus gefundenes Weibchen, das am Natural History Museum in London hinterlegt ist. Es wurde am 8. August 1990 zusammen mit zwei weiteren Weibchen und einer weiblichen Nymphe gesammelt. Alle Tiere überlebten einige Wochen im Vereinigten Königreich. Ein Weibchen überlebte bei Paul Jennings etwa ein Jahr und legte während dieser Zeit Eier, aus denen Nymphen schlüpften, die mit Brombeerblättern gefüttert wurden und teilweise bis zum vorletzten Stadium aufgezogen werden konnten. Die ursprünglich gesammelten Tiere sowie acht Nymphen aus Jennings Nachzucht und einige vom Holotypus abgelegte Eier sind als Paratypen im Natural History Museum, im Oxford University Museum of Natural History, im Naturalis in Leiden und in der Privatsammlung von Jennings hinterlegt. Der Artname wurde zu Ehren von Paul Jennings gewählt. Oliver Zompro beschrieb 2004 das bis dahin unbekannte Männchen anhand eines ursprünglich in Alkohol gelagerten Exemplars aus dem Zoologischen Museum Hamburg. Dieses stammt aus einer Sammelreise von H. Winkler und wurde zwischen dem 18. und 23. Juli 1924 am Bgatla Raja (heute Bukit Raja), dem höchsten Berg im Schwanergebirge, gesammelt.